# Amon Sûl
Amon Sûl (en sindarin ‘colina del viento’) es un lugar ficticio que pertenece al legendarium del escritor británico J. R. R. Tolkien y que aparece en su novela El Señor de los Anillos. Es el nombre que recibe la principal y más sureña cima de las Colinas del Viento, en medio de Eriador. 
En oestron, idioma ficticio representado en las novelas por el inglés, se la conoce como Weathertop (en español ‘cima del tiempo [meteorológico]’, traducido en las novelas como «Cima de los Vientos»).
En los inicios del Reino de Arnor, allí se encontraba una de las principales plazas de los Dúnedain de Arnor, y allí se conservaba una de las Palantir. Posteriormente, fue asolada en las batallas que siguieron al desmembramiento de Arnor, pues los reinos de Cardolan y Rhudaur deseaban la posesión de esta piedra vidente (que después Arthedain retuvo en Fornost), y Amon Sûl se encontraba en la frontera de los tres reinos. Los Dúnedain la utilizaron después como refugio ocasional. 
En la época de la Guerra del Anillo, Amon Sûl era un conjunto de ruinas sobre la colina. Allí, Frodo fue herido por un puñal de Morgul a manos del Rey Brujo de Angmar.